# Estadio Garcilaso
Het Estadio Garcilaso (volledige naam is Estadio Inca Garcilaso de la Vega) is een multifunctioneel stadion in Cuzco, een stad in Peru. Het stadion wordt vooral gebruikt voor voetbalwedstrijden, de voetbalclub Club Sportivo Cienciano maakt gebruik van dit stadion. In het stadion is plaats voor 42.056 toeschouwers. 

## Historie
Het stadion werd geopend in 1950 en gerenoveerd in 2004. Het stadion kon daarna worden gebruikt voor wedstrijden op de Copa América 2004. Dat toernooi werd van 6 juli tot en met 25 juli in Peru gespeeld. In dit stadion was 1 wedstrijd. Het ging om de troostfinale tussen Colombia en Uruguay (1–2)
| № | Datum        | Wedstrijd          | Uitslag | Toernooi                         | Toeschouwers |
| - | ------------ | ------------------ | ------- | -------------------------------- | ------------ |
| 1 | 24 juli 2004 | Colombia – Uruguay | 1 – 2   | Copa América 2004 – troostfinale | 35.000       |

## Afbeeldingen

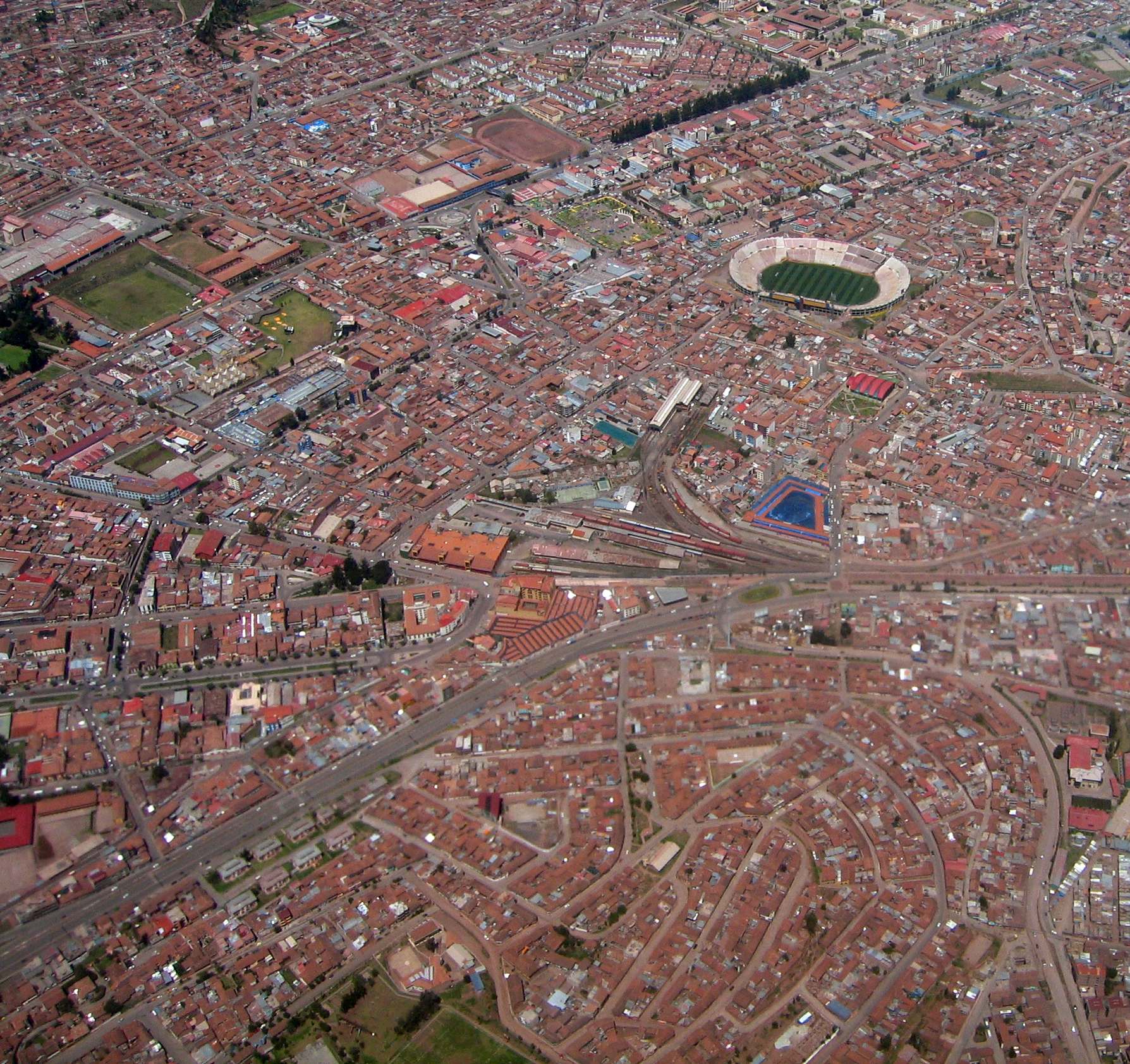
Het stadion vanuit de lucht met de omgeving.
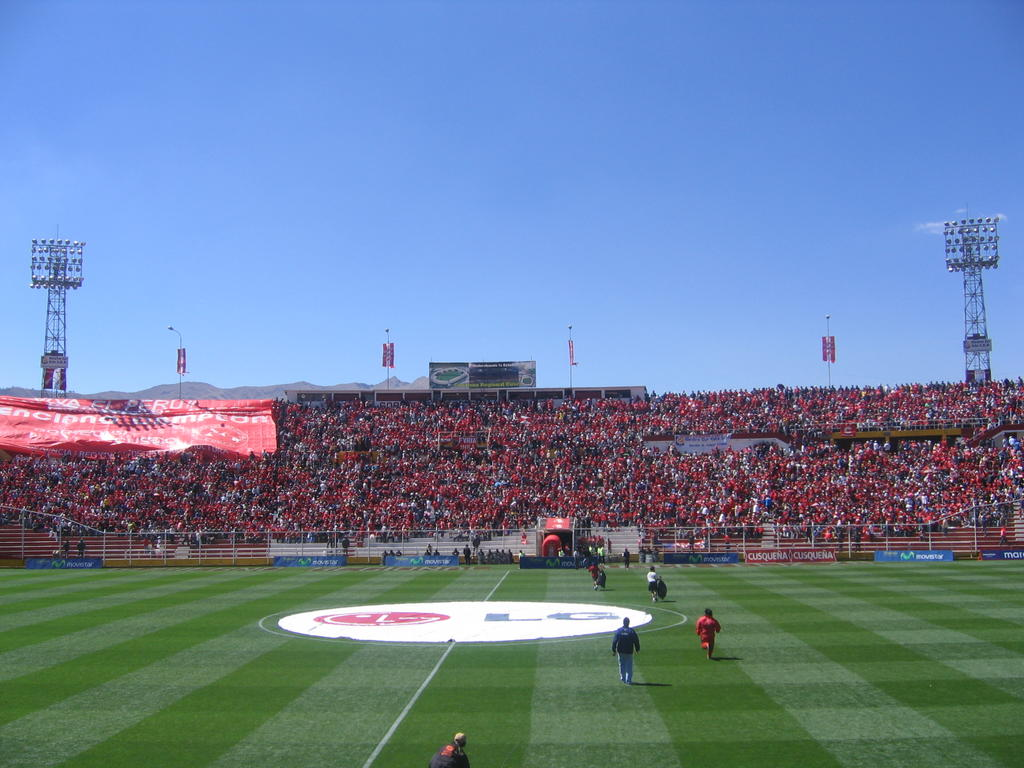
Het stadion van binnen.